# دياني ميشيل
دياني ميشيل (بالإنجليزية: Diane Michelle)‏ هي ممثلة أمريكية، ولدت في 16 أبريل 1969 بسانتا باربارا في الولايات المتحدة.

## وصلات خارجية
- دياني ميشيل على موقع IMDb (الإنجليزية)
- دياني ميشيل على موقع قاعدة بيانات الفيلم (الإنجليزية)